# Списак споменика у Републици Српској
Споменици Републике Српске су подигнути у различитим историјским, политичким, и друштвеним околностима, те најчешће одражавају дух времена у коме су настали. Највећи број споменика потиче из периода након распада прве и друге Југославије.
Споменици посвећени лицима и догађајима из периода прије настанка Југославије су најчешће подигнути у времену Краљевине Југославије, али су углавном уништени током Другог свјетског рата. Неки од тих споменика су обновљени крајем деведесетих након распада СФРЈ. Један од њих је и „споменик Краљу Петру I Карађорђевићу“ у Бијељини, затим „споменик вожду Карађорђу“ у манастиру Добруну, споменици Петру Кочићу, Петру Пецији и други. У периоду након Другог свјетског рата је у духу времена и политичког система подугнут велики број споменика посвећених комунистима и идеологији братства и јединства, као и један мањи број споменика посвећен страдању становништва. Споменици посвећени припадницима Комунистичке партије Југославије су најчеће подизале власти у већим градским срединама, школама, трговима и другим јавним мјестима. У мањим мјестима су споменици најчешће подизани на приватну или иницијативу мјесних заједница, и они су се углавном односили на страдања цивилног становништва и југословенских партизана. Неколико монументалних споменика је посвећено биткама Другог свјетског рата, а најпознатији су споменик на Мраковици, односно на планини Козари и на Тјентишту. Тек након распада СФРЈ, подигнут је и један број споменика посвећен Југословенској војсци у Отаџбини, попут споменика Дражи Михаиловићу. Највеће спомен подручје на простору Републике Српске је Спомен подручје Доња Градина, које се налази на простору усташког логора смрти Доња Градина који је био у саставу усташког логора смрти Јасеновац. Један од споменика на подручју спомен подручја Доња Градина је Топола ужаса, чему је посвећен и споменик Топола ужаса у Бањалуци.
Велики број споменика који је настао у периоду након распада Југославије је посвећен Војсци Републике Српске и тековинама „Отаџбинског рата Републике Српске“. Ове споменике су једнако подизале власти Републике Српске, мјесне заједнице и појединци. Споменици ове врсте се налазе у готово свим насељима широм Републике Српске. Поред поменутих, подигнут је и један број споменика посвећених догађајима, попут споменика Дванаест беба у Бањалуци.
| Назив | Адреса                                         | Насеље                   | Општина                            | Година                                                                                         | Напомена | Слика |
| --- | ---------------------------------------------- | ------------------------ | ---------------------------------- | ---------------------------------------------------------------------------------------------- | --- | ----- |
| Спомен подручје Доња Градина                                                                                 | На мјесту усташког логора смрти Доња Градина   |                          | Општина Козарска Дубица            |                                                                                                | Логор Доња Градина |       |
| Топола ужаса                                                                                                 | На мјесту усташког логора смрти Доња Градина   |                          | Општина Козарска Дубица            |                                                                                                | Логор Доња Градина |       |
| Споменик Топола ужаса                                                                                        | Трг жртава Јасеновца                           | Бањалука                 | Град Бањалука                      | 22. април 2007.                                                                                | |       |
| Споменик Дванаест беба у Бањалуци                                                                            |                                                | Бањалука                 | Град Бањалука                      | 23. децембар 2008.                                                                             | Смрт 12 бањалучких беба |       |
| Градски споменик                                                                                             |                                                | Братунац                 | Општина Братунац                   |                                                                                                | |       |
| Споменик Николи Мићићу                                                                                       |                                                | Братунац                 | Општина Братунац                   |                                                                                                | |       |
| Споменик палим борцима Војске Републике Српске у Отаџбинском рату 1991—1995.                                 |                                                | Међувође                 | Општина Козарска Дубица            |                                                                                                | „Животе дали за: Отаџбину, Српство, Православље, Крст часни...“ |       |
| Споменик на мјесту првог партизанског аеродрома у Југославији                                                |                                                | Међувође                 | Општина Козарска Дубица            |                                                                                                | |       |
| Споменик револуцији на Мраковици                                                                             | Козара                                         |                          | Општина Приједор                   | 1972.                                                                                          | |       |
| Меморијални зид на Козари                                                                                    | Козара                                         |                          | Општина Приједор                   |                                                                                                | имена 9.921 југословенских партизана (без имена 33.398 знаних цивилних жртава) |       |
| Споменик палим Крајишницима                                                                                  | Бањ брдо                                       | Бањалука                 | Град Бањалука                      | 1961.                                                                                          | |       |
| Споменик Краљу Петру I Карађорђевићу                                                                         | Трг Краља Петра I Карађорђевића                | Бијељина                 | Град Бијељина                      |                                                                                                | „Захвални Срби Семберије“ Краљ Петар I Карађорђевић |       |
| Споменик Николи Тесли у Бањалуци                                                                             | Испред зграде Електропривреде Републике Српске | Бањалука                 | Град Бањалука                      | 2007.                                                                                          | Никола Тесла |       |
| Споменик Николи Тесли у Бањалуци                                                                             | Испред студентског дома у Бањалуци             | Бањалука                 | Град Бањалука                      |                                                                                                | Никола Тесла |       |
| Споменик Дражи Михаиловићу у Дражевини                                                                       | Дражевина                                      | Добрунска Ријека         | Општина Вишеград                   | 17. јули 2004.                                                                                 | |       |
| Споменик Битка на Сутјесци                                                                                   | Долина хероја                                  | Тјентиште                | Општина Фоча                       | 1971.                                                                                          | |       |
| Споменик жртвама логора у Добоју (1915—1917)                                                                 | Добојска тврђава                               | Добој                    | Општина Добој                      |                                                                                                | Добојски логор |       |
| Споменик Стојанка мајка Кнежопољка                                                                           |                                                | Козарска Дубица          | Општина Козарска Дубица            |                                                                                                | „Овдје је усташки злочин 1942. год. зауставио 1600 српских живота на путу ка слободи. Стојанка мајка Кнежопољка бдије над њима.“ |       |
| Споменик Петру Кочићу                                                                                        |                                                | Бањалука                 | Град Бањалука                      | подигнут и откривен од друштва Змијање 6. новембра 1932. године                                | Петар Кочић |       |
| Споменик бану Милосављевићу                                                                                  |                                                | Бањалука                 | Град Бањалука                      | откривен 2004.                                                                                 | „Први бан Врбаске бановине, Светислав-Тиса Милосављевић 1882—1960“ |       |
| Споменик убијеним рударима у Раковачким барама (Бањалука).                                                   | Раковичке баре                                 | Дракулић                 | Град Бањалука                      |                                                                                                | „У ова два гроба леже рударски радници који су пали као невине жртве усташког терора 7. фебрауара 1942. године. Споменик подижу рудари Раковца“ Покољ у Дракулићу                                                                                                  |       |
| Споменик Иви Андрићу                                                                                         |                                                | Вишеград                 | Општина Вишеград                   |                                                                                                | Иво Андрић |       |
| Споменик Милану Симовићу у Палама                                                                            |                                                | Пале                     | Општина Пале, Источно Сарајево     |                                                                                                | |       |
| Споменик погинулим борцима одбрамбено-отаџбинског рата у Мркоњић Граду                                       | Трг Српске војске                              | Мркоњић Град             | Општина Мркоњић Град               |                                                                                                | |       |
| Споменик Краљу Петру I Карађорђевићу                                                                         |                                                | Мркоњић Град             | Општина Мркоњић Град               |                                                                                                | То је чика Пера што се сада слави, захвалан му народ овај спомен стави. |       |
| Споменик Филипу Вишњићу у Трнови                                                                             |                                                | Горња Трнова             | Општина Угљевик                    | новембар 1994.                                                                                 | „На овом мјесту званом Вилића гувно рођен је 1767. године највећи српски гуслар Филип Вишњић“ |       |
| Централни споменик борцима и жртвама Отаџбинског рата у Угљевику                                             |                                                | Угљевик                  | Општина Угљевик                    |                                                                                                | |       |
| Спомен плоча палим борцима Војске Републике Српске у Јаворанима                                              |                                                | Јаворани                 | Општина Кнежево                    |                                                                                                | „Они су положили животе своје у темеље Републике Српске“ |       |
| Споменик палим борцима Војске Републике Српске у Крминама                                                    |                                                | Крмине                   | Град Бањалука                      |                                                                                                | |       |
| Споменик погинулим жељезничарима града Бањалуке                                                              |                                                | Бања Лука                | Град Бањалука                      |                                                                                                | |       |
| Споменик палим борцима Војске Републике Српске у Карановцу                                                   |                                                | Карановац                | Град Бањалука                      |                                                                                                | |       |
| Споменик палим борцима Војске Републике Српске у Љубачеву                                                    |                                                | Љубачево                 | Град Бањалука                      |                                                                                                | |       |
| Спомен плоча студентима и радницима Универзитета у Бањалуци                                                  |                                                | Бања Лука                | Град Бањалука                      |                                                                                                | „За вјечно сјећање и захвалност, палим студентима и радницима, српским јунацима: О свјетлости поново се роди из мрака, кад ноћ не буде прекопана рововима, кад очи не буду ископане ножевима, кад љубав не буде убијена мржњом, и кад се опет појаве птице и људи“ |       |
| Спомен чесма палим борцима Војске Републике Српске у Обилићеву                                               |                                                | Обилићево                | Град Бањалука                      |                                                                                                | „У славу и част борцима МЗ Обилићево, погинулим за достојанство и слободу српског народа“ |       |
| Споменик палим борцима Војске Републике Српске у Колима                                                      |                                                | Кола                     | Град Бањалука                      |                                                                                                | |       |
| Споменик палим борцима Војске Републике Српске (фабрика обуће)                                               | (фабрика обуће)                                | Бања Лука                | Град Бањалука                      |                                                                                                | „Они су дали за отаџбину најдрагоцјеније своје животе, дугујемо им вјечну захвалност“ |       |
| Споменик палим борцима Војске Републике Српске у Бочцу                                                       |                                                | Бочац                    | Град Бањалука                      |                                                                                                | Прођите овуда тихо, ови су животи стали, јуницима мира дајте, за мир су животе дали. |       |
| Споменик палим борцима Војске Републике Српске у улици Јована Дучића                                         | Улица Јована Дучића                            | Бања Лука                | Град Бањалука                      |                                                                                                | |       |
| Спомен чесма борцима Војске Републике Српске на гробљу Свети Пантелија                                       |                                                | Бања Лука                | Град Бањалука                      |                                                                                                | |       |
| Споменик палим борцима Војске Републике Српске на гробљу Свети Пантелија                                     | Гробље Свети Пантелија                         | Бања Лука                | Град Бањалука                      |                                                                                                | |       |
| Споменик палим борцима Војске Републике Српске на гробљу Св. Пантелија                                       | Гробље Свети Пантелија                         | Бања Лука                | Град Бањалука                      |                                                                                                | „Кад се нађеш у српскоме крају, јави странче у команду вести: наша чета још на положају, мртва чека даље заповести! 1995.“ |       |
| Споменик погинулим борцима Војске Републике Српске 1991—1995. на гробљу Свети Пантелија                      | Гробље Свети Пантелија                         | Бања Лука                | Град Бањалука                      |                                                                                                | |       |
| Спомен костурница на Новом гробљу у Бањалуци                                                                 |                                                | Бања Лука                | Град Бањалука                      |                                                                                                | |       |
| Споменик палим борцима у Другом свјетском рату                                                               |                                                | Крупа на Врбасу          | Град Бањалука                      |                                                                                                | |       |
| Спомен плоча жртвама фашистичког терора на Партизанском спомен гробљу у Крупи на Врбасу                      |                                                | Крупа на Врбасу          | Град Бањалука                      | 27. јули 1986.                                                                                 | Спомен плоча је за убијене 1941. у Крупи на Врбасу, Крминама и Рекавицама |       |
| Споменик палим партизанима у Бањалуци                                                                        |                                                | Бања Лука                | Град Бањалука                      |                                                                                                | „Слава борцима палим за слободу отаџбине, за братство и бољи живот наших народа“ |       |
| Споменик Јовану Јовановићу Змају у Бањалуци                                                                  | ОШ Јован Јовановић Змај                        | Бања Лука                | Град Бањалука                      |                                                                                                | Јован Јовановић Змај |       |
| Споменик Пушкину у Бањалуци                                                                                  |                                                | Бања Лука                | Град Бањалука                      | Биста Пушкина (рад московског вајара Г. Потомског) откривена је јуна 2008. године у Бањој Луци | Александар Сергејевич Пушкин |       |
| Споменик Петру Кочићу у Стричићима                                                                           |                                                | Стричићи                 | Град Бањалука                      |                                                                                                | Петар Кочић |       |
| Споменик Бранку Ћопићу у Бањалици                                                                            | Испред Музеја Републике Српске у Бањалуци      | Бањалука                 | Град Бањалука                      |                                                                                                | |       |
| Сат на Тргу Крајине, успомена на земљотрес 1969. у Бањалуци                                                  | Трг Крајине                                    | Бањалука                 | Град Бањалука                      |                                                                                                | Земљотрес у Бањалуци 1969. |       |
| Споменик Мајка са дјететом                                                                                   | Испред зграде Електрокрајине                   | Бањалука                 | Град Бањалука                      |                                                                                                | |       |
| Спомен плоча епископу бањалучком Платону                                                                     |                                                | Бањалука                 | Град Бањалука                      |                                                                                                | Платон Јовановић |       |
| Споменик на грубу Уроша Дреновића                                                                            |                                                | Стричићи                 | Град Бањалука                      |                                                                                                | Урош Дреновић |       |
| Споменик борцима Војске Републике Српске у Доњим Врбљанима                                                   |                                                | Доњи Врбљани             | Општина Рибник                     |                                                                                                | „Јунаци народа свога“ |       |
| Споменик борцима Војске Републике Српске у Медни                                                             |                                                | Медна                    | Општина Мркоњић Град               |                                                                                                | „Они своје животе положише за Републику Српску“ |       |
| Споменик борцима Војске Републике Српске у Дабрацу                                                           |                                                | Дабрац                   | Општина Мркоњић Град               |                                                                                                | Српски јунаци села Бочац који животе положише у Отаџбинском рату 1991—1995. |       |
| Споменик борцима Војске Републике Српске у Бјелајцу                                                          |                                                | Бјелајце                 | Општина Мркоњић Град               |                                                                                                | |       |
| Споменик мајка партизанка                                                                                    |                                                | Нови Град                | Општина Нови Град                  |                                                                                                | „Развијај косе зелене, сека те заклиње Стојанка, расплићи мрке плетенице, пуштај нам дивове вилене“ |       |
| Војскова меморијал                                                                                           |                                                | Војскова                 | Општина Козарска Дубица            | јули 1985.                                                                                     | „Од 210 домаћинстава, спаљено је и заувијек угашено 20 огњишта, више него сваки други становник, дао је живот за слободу“ |       |
| Споменик борцима Војске Републике Српске у Јаворанима                                                        | испред школе у Јаворанима                      | Јаворани                 | Општина Кнежево                    |                                                                                                | „Јаворани, јаворанским јунацима“ |       |
| Споменик борцима Војске Републике Српске у Јаворанима                                                        | испред цркве                                   | Јаворани                 | Општина Кнежево                    |                                                                                                | „Они су положили животе своје у темеље Републике Српске“ |       |
| Спомен плоча Шеснаестој крајишкој бригади Војске Републике Српске у Машићима                                 |                                                | Машићи                   | Општина Градишка                   |                                                                                                | „Са овог мјеста 16. септембар 1991. године на свој...“ 16. крајишка моторизована бригада |       |
| Споменик борцима Војске Републике Српске у Живиницама                                                        |                                                | Живинице                 | Општина Кнежево                    |                                                                                                | „Дали сте животе за крст часни и слободу златну. Нека вам је вјечна слава и хвала“ |       |
| Спомен плоча на новој цркви у Чајничу                                                                        | Манастир Успења Пресвете Богородице Чајничке   | Чајниче                  | Општина Чајниче                    |                                                                                                | „Отпоче се градња овог торња мјесеца маја 1893. године, доврши се мјесеца семптембра 1897. год.“ |       |
| Спомен парк погинулим борцима Војске Републике Српске у Омарској                                             |                                                | Омарска                  | Општина Приједор                   |                                                                                                | |       |
| Споменик Младену Стојановићу                                                                                 | испред зграде скупштине Општине Приједор       | Приједор                 | Општина Приједор                   |                                                                                                | |       |
| Споменик вожду Карађорђу у Добруну                                                                           | Манастир успења пресвете Богородице у Добруну  | Добрун                   | Општина Вишеград                   |                                                                                                | Карађорђе Петровић |       |
| Споменик у Бијељини                                                                                          |                                                | Бијељина                 | Град Бијељина                      |                                                                                                | |       |
| Спомен кућа Иво Андрић у Вишеграду                                                                           |                                                | Вишеград                 | Општина Вишеград                   |                                                                                                | |       |
| Споменик Стојанка мајка Кнежопољка                                                                           |                                                | Козарска Дубица          | Општина Козарска Дубица            |                                                                                                | Стојанка мајка Кнежопољка |       |
| Споменик српским жртвама Другог свјетског рата у Костајници                                                  |                                                | Костајница               | Општина Костајница                 |                                                                                                | |       |
| Спомен парк палим борцима Војске Републике Српске у Костајници                                               |                                                | Костајница               | Општина Костајница                 |                                                                                                | „Борцима погинулим у Отаџбинском рату“ |       |
| Споменик палим борцима Војске Републике Српске у Отаџбинском рату 1991—1995. (Кнежица)                       | Трг Козарских јунака                           | Кнежица                  | Општина Козарска Дубица            |                                                                                                | |       |
| Спомен плоча палим борцима Војске Републике Српске у Рекавицама                                              | Црква преображења Господњег                    | Рекавице                 | Град Бањалука                      | 29. јуни 2002.                                                                                 | „Ову цркву су изградили мјештани села Рекавице, заселак Баре, у знак сјећања на своја 4 погинула борца за Републику Србску. Нека им је вјечна слава и хвала.“ |       |
| Споменик борцима НОР-а Југославије и жртвама фашистичког терора у Љубачеву                                   |                                                | Љубачево                 | Град Бањалука                      | 1983.                                                                                          | |       |
| Спомен плоча жртвама земљотреса у Бањалуци 1969.                                                             | Трг Крајине (на робној кући „Боска“)           | Бања Лука                | Град Бањалука                      |                                                                                                | |       |
| Споменик погинулим борцима Друге крајишке бригаде Војске Републике Српске на Дракулићу                       |                                                | Дракулић                 | Град Бањалука                      |                                                                                                | |       |
| Споменик погинулим борцима НОР-а Југославије са сликама у Машићима                                           |                                                | Машићи                   | Општина Градишка                   |                                                                                                | „Погинулим борцима НОР-а од 1941—1945. год. чије су породице посједовале њихове фотографије“ |       |
| Споменик жртвама фашистичког терора у Машићима                                                               |                                                | Машићи                   | Општина Градишка                   |                                                                                                | „Жртве фашистичког терора“ |       |
| Споменик солунским борцима у Машићима                                                                        |                                                | Машићи                   | Општина Градишка                   |                                                                                                | „Борци из села Машићи од 1912—1918. год. Солунски борци Машићи“ |       |
| Споменик устаницима Прве машићке буне у Машићима                                                             |                                                | Машићи                   | Општина Градишка                   |                                                                                                | „Прва машићка буна 1809, Машићанима - Карађорђевим следбеницима 1806—1809“ |       |
| Централни споменик у Машићима                                                                                |                                                | Машићи                   | Општина Градишка                   |                                                                                                | |       |
| Споменик Петру Поповићу Пецији у манастиру Моштаница                                                         | Манастир Моштаница                             |                          |                                    | „Споменик је подигнут 1933. године, срушен од окупатора 1941. године, обновљен 1969. године“   | „Петар Поповић Пеција 1826—1875. Ја сам хајдук те гоним хајдуке, гласнија је моја хајдучина“ |       |
| Споменик |                                                | Котор Варош              | Општина Котор Варош                |                                                                                                | |       |
| Споменик Његошу у Требињу                                                                                    |                                                | Требиње                  | Општина Требиње                    |                                                                                                | Петар Петровић Његош |       |
| Надгробна плоча жупана Грдеша                                                                                | Музеј Херцеговине у Требињу                    | Требиње                  | Општина Требиње                    |                                                                                                | Дио надгробне плоче жупана Грда, са краја XII вијека, која се чува у Музеју Херцеговине у Требињу |       |
| Споменик браниоцима Републике Српске у Вишеграду                                                             |                                                | Вишеград                 | Општина Вишеград                   |                                                                                                | „Браниоцима Републике Српске, захвалан народ Вишеграда“ |       |
| Спомен плоча на Вишеградској ћуприји                                                                         | Вишеградска ћуприја                            | Вишеград                 | Општина Вишеград                   |                                                                                                | „Мост Мехмед Паше Соколовића, саграђен 1571, тешко оштећен од њемачког окупатора 1943, обновљен 1949—1952. године“ |       |
| Споменик палим борцима Војске Републике Српске у Шамцу                                                       | Градски трг                                    | Шамац                    | Општина Шамац                      |                                                                                                | |       |
| Споменик Митру Максимовићу Манди                                                                             |                                                | Забрђе                   | Општина Угљевик                    |                                                                                                | Митар Максимовић Мандо |       |
| Споменик погинулим борцима Војске Републике Српске општине Српско Горажде                                    |                                                | Ново Горажде             | Општина Ново Горажде               |                                                                                                | „Споменик погинулим борцима Војске Републике Српске општине Српско Горажде, захвална отаџбина Република Српска“ |       |
| Спомен-обиљежје погинулим борцима Дервентске бригаде Војске Републике Српске на Војничком гробљу у Власеници | Војничко гробље у Власеници                    | Власеница                | Општина Власеница                  |                                                                                                | Погибија 15 српских бораца на подручју Церске |       |
| Споменик грофу Сави Владиславићу у Гацку                                                                     | Трг грофа Саве Владиславића                    | Гацко                    | Општина Гацко                      | 19. септембар 2009.                                                                            | Гроф Сава Владиславић |       |
| Споменик Кнезу Иви од Семберије у Поповима                                                                   |                                                | Попови                   | Град Бијељина                      | Подигао 1990. Слободан Павловић (привредник)                                                   | Кнез Иво од Семберије | -->   |
| Споменик Филипу Вишњићу у Бијељини                                                                           | испед градске библиотеке                       | Бијељина                 | Град Бијељина                      | Подигао деведесетих Слободан Павловић (привредник)                                             | Филип Вишњић |       |
| Споменик Вуку Караџићу у Јаворанима                                                                          |                                                | Јаворани                 | Општина Кнежево                    |                                                                                                | „Пиши као што говориш, читај као што је написано“ Вук Стефановић Караџић |       |
| Споменик палим борцима Војске Републике Српске у Отаџбинском рату на Палама                                  |                                                | Пале                     | Општина Пале Град Источно Сарајево |                                                                                                | |       |
| Спомен плоча ратној болници „Коран“                                                                          |                                                | Пале                     | Општина Пале Град Источно Сарајево | 19. јули 2009.                                                                                 | Ратна болница „Коран“ (за потребе Одбрамбено-отаџбинског рата Републике Српске) од 4. априла 1992. до 30. јуна 1996. године у простору бившег хотела „Коран“ |       |
| Споменик погинулим борцима Војске Републике Српске у Отаџбинском рату                                        |                                                | Црњелово Горње           | Град Бијељина                      |                                                                                                | |       |
| Спомен плоча погинулим борцима ПТТ сааобраћаја Крајина Бања Лука                                             |                                                | Центар                   | Град Бања Лука                     | 1997.                                                                                          | Они животе своје положише на бранику отаџбине |       |
| Централни споменик страдалим српским цивилима и борцима у Скеланима                                          |                                                | Скелани                  | Општина Сребреница                 | 10. јули 2005. (пројекат израдио архитекта Златомир Јовановић)                                 | „имена 301. српског војника и цивила убијеног у протеклом Отаџбинском рату“ |       |
| Споменик српским жртвама у Ћосићима                                                                          | Ћосићи                                         | Скелани                  | Општина Сребреница                 | 16. јануар 2008.                                                                               | „споменик за 27 Срба, које су муслиманске снаге из Сребренице убиле на 16. јануар 1993. године“ |       |
| Споменик погинулим борцима Отаџбинског рата у Рекавицама                                                     |                                                | Рекавице                 | Град Бања Лука                     |                                                                                                | „Борцима Отаџбинског рата 1991—1995. Република Српска, Рекавице“ |       |
| Спомен кућа погинулим борцима Војске Републике Српске у Чајничу                                              |                                                | Чајниче                  | Општина Чајниче                    |                                                                                                | „Нек вјечито звоне звона са звоника светог храма на странама историје суђено ће бити вама“ |       |
| Српско војничко спомен-гробље Мали Зејтинлик                                                                 | Манастир Соколица                              | Кнежина                  | Општина Соколац                    |                                                                                                | |       |
| Спомен коструница на Дракулићу                                                                               |                                                | Дракулић                 | Град Бања Лука                     |                                                                                                | |       |
| Спомен плоче са именима убијених у Дракулићу, Шарговцу, Мотикама и руднику Раковац                           | Храм Св. великомученика Георгија               | Дракулић                 | Град Бања Лука                     |                                                                                                | |       |
| Споменик погинулим борцима Војске Републике Српске у Отаџбинском рату                                        |                                                | Фоча                     | Општина Фоча                       |                                                                                                | |       |
| Споменик ослободиоцима из Првог и Другог свјетског рата                                                      | На Ружиној води изнад Власенице                | Власеница                | Општина Власеница                  | август 1952.                                                                                   | |       |
| Споменик погинулим борцима Требиња                                                                           |                                                | Требиње                  | Општина Требиње                    | 13. јули 2011.                                                                                 | У част 258 погинулих бораца Требињске бригаде Војске Републике Српске |       |
| Спомен-чесма за 86 бораца Војске Републике Српске                                                            | Градско гробље Соколац                         | Соколац                  | Општина Соколац                    | 01. август 2011.                                                                               | У славу 86 бораца погинулих током одбрамбено-отаџбинског рата. |       |
| Спомен-обиљежје палим борцима Војске Републике Српске.                                                       |                                                | Ново Село (Купрес)       | Општина Купрес (Република Српска)  |                                                                                                | У славу бораца погинулих 1992. током одбрамбено-отаџбинског рата. |       |
| Спомен-соба (капела) 217 погинулих бораца Друге Сарајевске лаке пјешадијске бригаде Војске Републике Српске  |                                                | Војковићи                | Општина Источна Илиџа              |                                                                                                | |       |
| Споменик Срђану Кнежевићу                                                                                    |                                                | Пале                     | Општина Пале                       |                                                                                                | |       |
| Спомен-биста војводи Митру Максимовићу Манди                                                                 |                                                | Угљевик                  | Општина Угљевик                    | 27. децембар 2007.                                                                             | |       |
| Спомен-обиљежје за 14 бораца Војске Републике Српске                                                         | Вигошта                                        | Мјесна заједница Ободник | Општина Котор Варош                |                                                                                                | |       |
| Споменик „Српским браниоцима Брчког“                                                                         |                                                | Брчко                    | Дистрикт Брчко                     | Рад вајара Миодрага Живковића из 1997.                                                         | |       |
| Споменик „Борцима Бијељине и Семберије“                                                                      |                                                | Бијељина                 | Град Бијељина                      | Рад вајара Миодрага Живковића из 1998.                                                         | |       |
| Споменик „Крст часни“                                                                                        |                                                | Приједор                 | Општина Приједор                   | Рад вајара Миодрага Живковића из 2000.                                                         | |       |
| Споменик „Борцима Отаџбинског рата“                                                                          |                                                | Дервента                 | Општина Дервента                   | Рад вајара Миодрага Живковића из 2002.                                                         | |       |
| Споменик „Борцима за слободу“                                                                                |                                                | Модрича                  | Општина Модрича                    | Рад вајара Миодрага Живковића из 2002.                                                         | |       |
| Споменик „Браниоцима Отаџбине“                                                                               |                                                | Мркоњић Град             | Општина Мркоњић Град               | Рад вајара Миодрага Живковића из 2004.                                                         | |       |
| |                                                |                          |                                    |                                                                                                | |       |
| Споменик погинулим борцима Отаџбинског рата мјесних заједница Лазарево 1 и 2                                 |                                                | Бања Лука                | Град Бања Лука                     |                                                                                                | |       |
| Споменик погинулим радницима Аустопревоза                                                                    |                                                | Бања Лука                | Град Бања Лука                     |                                                                                                | |       |
| Споменик палим српским борцима у отаџбинском рату 1992—1995                                                  |                                                | Рудо                     | Општина Рудо                       |                                                                                                | "Да се не забораве“ |       |